# John Belushi
John Adam Belushi (24. ledna 1949 Chicago – 5. března 1982 West Hollywood) byl americký herec a zpěvák s albánskými kořeny. Jeho mladším bratrem je James Belushi.

## Životopis
Narodil se v americkém Chicagu albánským přistěhovalcům Agnes a Adamovi Belushiovým. Vyrůstal v západní části Chicaga Wheaton. Během studií na vysoké škole navštěvoval divadlo, ve kterém hrál několik her. Od konce sedmdesátých let hrál s Danem Aykroydem ve skupině The Blues Brothers.
Do povědomí amerických diváků se dostal díky účinkování v televizní show Saturday Night Live. V roce 1973 měl svůj filmový debut snímkem National Lampoon's Lemmings. Tentýž rok vydal své první LP, které obsahovalo jeho starší živé bluesové vystupování a nové, originální kompozice.
Jeho největším filmovým úspěchem se stala komedie The Blues Brothers z roku 1980. Filmu předcházel skeč "Hej, barmane!" pro pořad Saturday Night Live, kde v roce 1978 John Belushi a Dan Aykroyd poprvé vystoupili se skupinou hudebníků živé kapely tohoto pořadu pod názvem Blues Brothers Band.
soundtrack k filmu The Blues Brothers se setkal s prodejním úspěchem.
Belushi byl znám svou dokonalou imitací různých hudebních a filmových hvězd.

## Smrt
Mezi přáteli byl znám svou závislostí na drogách. V květnu 1982 byl v hotelu Chateau Marmont, pokoji č. 3, nalezen mrtvý. Příčinou jeho úmrtí byl speedball; kombinace injekcí kokainu a heroinu. Jeho tělo objevil přítel a kolega Bill Wallace. Ten se ho snažil oživit, bylo však příliš pozdě. Pohřben byl na hřbitově Abel of Chilmark v Massachusetts.

## Filmografie
- National Lampoon's Lemmings (1973)
- The National Lampoon Show (1975)
- The Beach Boys: It's OK (1976)
- Saturday Night Live (1975–1979)
- Tarzoon: Shame of the Jungle (1975)
- National Lampoon's Animal House (1978)
- The Rutles (1978)
- Utečeme na jih (1978)
- Old Boyfriends (1979)
- 1941 (1979)
- The Blues Brothers (1980)
- Propastný rozdíl (1981)
- Sousedé (1981)